# Alkohol-dehidrogenaza
Alkohol-dehidrogenaze so skupina dehidrogenaz in se pojavljajo v številnih organizmih ter omogočajo pretvorbo med alkoholi in aldehidi ali ketoni. V človeškem organizmu in pri številnih živalih ima ta encim ključno vlogo pri razstrupljanju etanola. Pri kvasovkah in različnih bakterijah katalizirajo nasprotno reakcijo v procesu fermentacije. 
EC-število alkohol-dehidrogenaze je 1.1.1.1.

## V človeškem organizmu
Encim je prisoten v želodcu in jetrih; katalizira oksidacijo etanola v acetaldehid:
CH3CH2OH + NAD+ → CH3CHO + NADH + H+
Prvotno je ta encim imel funkcijo razgradnje etanola, prisotnega v naravni hrani ali proizvedenega s pomočjo bakterijske flore v prebavni cevi. Encim pa ljudem tudi omogoča uživanje alkoholnih pijač. Pomembno je, da je nastali acetaldehid še bolj toksičen za organizem in se hipoma nadalje pretvori v ocetno kislino in druge nestrupene molekule. 
Nekatera zdravila (npr. disulfiram) inhibirajo pretvorbo acetaldehida do acetata, kar povzroči burno reakcijo organizma ob zaužitju etanola (ta zdravila se uporabljajo pri odvajanju od alkohola). Uživanje prevelikih količin alkohola povzroči prebitek NADH, kar vpliva na proces glukoneogeneze v jetrih - posledica je nizka koncetracija sladkorja v krvi. 
Alkohol-dehidrogenaza je prisotna tudi pri razstrupljanju drugih alkoholov; oksidira tudi metanol do formaldehida. Slednji je za telo zelo toksičen. Pri zastrupitvi z metanolom apliciramo etanol; encim ima namreč večjo afiniteto do slednjega in če se vse molekule encima zasedejo z etanolom, formaldehid več ne nastaja. Metanol se v tem primeru ne presnovi, marveč se večidel izloči nespremenjen z izdihanim zrakom in sečem. 
Poznamo vsaj šest različic tega encima pri človeku. Vse izmed njih so dimeri (sestojijo iz dveh polipeptidnih verig, vsak dimer vsebuje dva iona cinka Zn2+). Cink je zatorej ključni kofaktor za normalno delovanje alkohol dehidrogenaze; lokaliziran je v aktivnem mestu encima in pravilno usmeri hidroksilno skupino alkohola med katalitično reakcijo.
Načeloma je encim pri ženskah manj učinkovit kot pri moških in to je najbrž razlog, zakaj ženske slabše prenašajo alkohol.
Stopnja aktivnosti encima je tudi različna med posameznimi etničnimi skupinami, nizka je zlasti pri Azijcih in Aškenazih. 

## Kvasovke in bakterije
Pri kvasovkah in številnih bakterijah je alkohol-dehidrogenaza pomemben encim v procesu fermentacije. Pri tem se piruvat, ki nastane v procesu glikolize, pretvori v acetaldehid in ogljikov dioksid, acetaldehid pa se s pomočjo alkohol-dehidrogenaze pretvori v etanol. V zadnji reakciji se obnovi NAD+. Ljudje izkoriščamo proces fermentacije pri pridobivanju alkoholnih pijač iz sadja in žitaric.
Molekula encima pri kvasovkah je večja kot človeška in sestoji iz štirih podenot (človeška alkohol-dehidrogenaza pa iz dveh). Prav tako pa vsebuje cink v aktivnem mestu. Predvidevamo, da sta encima sorodna.

## Žuželke
Encim žuželk je manjši kot človeška alkohol-dehidrogenaza ter ne vsebuje kovinskih ionov. Sklepamo, da med obema encimoma ni sorodnosti.

## Železo vsebujoči encim
Tretji tip alkohol-dehidrogenaze, ki ni soroden z zgornjima, se pojavlja v nekaterih bakterijah ter vsebuje železove ione. V neaktivni obliki so ga našli tudi pri kvasovkah.